# 연풍면
연풍면(延豊面)은 대한민국 충청북도 괴산군에 설치된 면이다.

## 개요
연풍면은 괴산군의 동부에 자리를 잡고 있으며, 동남으로는 문경새재 너머 경상북도 문경시와 도계를 이루고 있다. 북쪽은 충주시 수안보면, 서쪽은 괴산군 장연면, 서남쪽은 괴산군 칠성면과 인접하고 있다. 길이는 동서 25리, 남부 30리이며, 동남이 높고, 서북이 낮으며 동남쪽으로 소백산맥이 중중첩첩이 내려와 조령산, 소백산이 지붕이 되어 한강과 낙동강의 분수령을 이루며 평탄한 지역이 좁아 경지 면적이 적은 산간 지역으로 이루어져 있다. 
구한말에는 이 지역은 연풍군의 중심지였던 충청북도 연풍군 현내면(縣內面)이었다. 최근 중부내륙고속도로 연풍 나들목 및 연풍-수안보 간 3번 국도의 4차선 확포장 등 교통 요충지로 급부상하면서 수옥정 국민관광지 조성이 활발히 추진되고 있다. 2024년에는 중부내륙선 연풍역이 신설됐다. 이 곳의 특산물로는 질 좋고 맛 좋은 연풍사과, 청결고추 생산과 더불어 관광 연풍으로 새롭게 변화를 꾀하고 있다.

## 법정리
- 갈금리
- 분지리
- 삼풍리
- 원풍리
- 유상리
- 유하리
- 적석리
- 주진리
- 행촌리

## 학교
- 연풍초등학교
- 오수초등학교 (폐교) : 연풍면 유상길 85 (유하리)
- 연풍중학교